# 洛姆鎮區 (北達科他州卡弗利爾縣)
洛姆鎮區（英語：Loma Township）是位於美國北達科他州卡弗利爾縣的一個鎮區。

## 地方資料
洛姆鎮區的面積為89.16平方千米，當中陸地面積為88.93平方千米，而水域面積為0.23平方千米。根據2020年美國人口普查的數據，當地共有人口37人，而人口密度為每平方千米0.41人。